# 1 grosz (1809–1812)
1 grosz (1809–1812) – moneta groszowa bita dla Wolnego Miasta Gdańska w latach 1809 i 1812 na stopę menniczą polską z 1766 r.

## Awers
Na tej stronie umieszczono tarczę z herbem Gdańska podtrzymywaną przez dwa lwy, powyżej skrzyżowane gałązki palmy i wawrzynu, na samym dole rok bicia – 1809 albo 1812.

## Rewers
W centralnej części umieszczono napis „EIN”, pod nim „GROSCHEN”, poniżej dwie skrzyżowane gałązki, a pod nimi znak mennicy – litera M, od pierwszej litery nazwiska kierownika mennicy Johanna Ludwiga Meyera, w otoku napis:

DANZIGER KUPFER MUENZE

## Opis
Moneta była bita w miedzi, na krążku o średnicy 21 mm i masie 3,2 grama, z rantem gładkim. Monet z rocznika 1809 wybito 360 000 sztuk, a z rocznika 1812 – 540 000.
Stopień rzadkości poszczególnych roczników przedstawiono w tabeli:
| Lp. | Rocznik | Stopień rzadkości | Liczba egzemplarzy | Uwagi             | Zdjęcie     |
| --- | ------- | ----------------- | ------------------ | ----------------- | ----------- |
| 1   | 1809    | R2                | 3001–15 000        |                   |             |
| 2   | 1809    | ?                 | ?                  | odmiana GROOSCHEN |             |
| 3   | 1809    | R5                | 26–120             | w srebrze         |             |
| 4   | 1812    | R2                | 3001–15 000        | rewers jak 1809   |             |
| 5   | 1812    | R2                | nowy rewers        |                   |             |
| 6   | 1812    | R5                | 26–120             | w srebrze         |             |
| 7   | 1812    | R7                | 4–6                | w złocie          | awersrewers |

W 1809 roku istnieje odmiana z napisem „GROOSCHEN” na rewersie, będąca w rzeczywistości destruktem menniczym. Na monetach z roku 1812 zmieniono wygląd skrzyżowanych gałązek na rewersie na większe. Z tego powodu w roczniku 1812 można spotkać monety zarówno z nowym wzorem rysunku rewersu, jak ze wzorem rewersu z roku 1809.